# Ausbildungsordnung
Ausbildungsordnungen legen in Deutschland die bundeseinheitlichen Standards für die betriebliche Ausbildung im Rahmen der dualen Berufsausbildungen für anerkannte Ausbildungsberufe fest. Die Ausbildungsordnung regelt neben Berufsbezeichnung und Ausbildungsdauer die konkreten Ausbildungsinhalte und Prüfungsanforderungen.
Ausbildungsordnungen werden als Rechtsverordnungen des Bundes im Bundesgesetzblatt veröffentlicht. Die Grundlage für die Ausbildungsordnung ist das Berufsbildungsgesetz (BBiG).

## Erarbeitung von Ausbildungsordnungen
Wenn die Inhalte eines Ausbildungsberufs modernisiert werden oder ein neuer Beruf entstehen soll, geht die Initiative hierfür in der Regel von den Fachverbänden, von den Organisationen der Arbeitgeber, von den Gewerkschaften oder vom Bundesinstitut für Berufsbildung aus oder vom Landesinstitut. Nach Anhörung aller Beteiligten entscheidet das zuständige Bundesministerium in Abstimmung mit den Ländern darüber.
Die Entwicklung neuer Ausbildungsordnungen bzw. die Anpassung bestehender Ausbildungsvorschriften an eine veränderte Berufspraxis läuft nach einem geregelten Verfahren ab, an dem der Bund, die Länder, Arbeitgeber, Gewerkschaften und die Berufsbildungsforschung beteiligt sind.

## Ziele
Als Grundlage für die Berufsausbildung erlässt das Bundesministerium für Wirtschaft und Technologie oder das sonst zuständige Fachministerium im Einvernehmen mit dem Bundesministerium für Bildung und Forschung nach § 4  Berufsbildungsgesetz bzw. § 25 Handwerksordnung (HwO) die Ausbildungsordnungen. Diese sind Rechtsverordnungen, die nicht der Zustimmung des Bundesrates bedürfen. Für einen anerkannten Ausbildungsberuf darf nur nach der Ausbildungsordnung ausgebildet werden. In anderen als anerkannten Ausbildungsberufen dürfen Jugendliche unter 18 Jahren nicht ausgebildet werden.

## Inhalte
Nach § 5 BBiG und § 26 HwO muss eine Ausbildungsordnung mindestens folgende fünf Punkte beinhalten:
1. die Bezeichnung des Ausbildungsberufes, der anerkannt wird,
2. die Ausbildungsdauer; sie soll nicht mehr als drei und nicht weniger als zwei Jahre betragen,
3. die beruflichen Fertigkeiten, Kenntnisse und Fähigkeiten, die mindestens Gegenstand der Berufsausbildung sind (Ausbildungsberufsbild),
4. eine Anleitung zur sachlichen und zeitlichen Gliederung der Vermittlung der beruflichen Fertigkeiten, Kenntnisse und Fähigkeiten (Ausbildungsrahmenplan),
5. die Prüfungsanforderungen.

Darüber hinaus gibt es „Kann“-Punkte.

## Rahmenlehrplan, Ausbildungsrahmenplan
In Bezug auf die neue/modernisierte Ausbildungsordnung wird von den Sachverständigen der Länder im Rahmen der Kultusministerkonferenz (KMK) ein Rahmenlehrplan für den neuen/geänderten Ausbildungsberuf erarbeitet. Der Rahmenlehrplan gibt dem Kultusministerium des jeweiligen Landes eine Empfehlung für die Ausarbeitung des für die Berufsschule verbindlichen Lehrplans und dient somit der bundesweiten curricularen Vergleichbarkeit.
Vom Rahmenlehrplan ist der Ausbildungsrahmenplan zu unterscheiden. Der Ausbildungsrahmenplan enthält als Anhang der Ausbildungsordnung eine grobe zeitliche und sachliche Gliederung der betrieblichen Ausbildungsinhalte und dient dem Ausbilder und dem Auszubildenden als Vorgabe für den betrieblichen Ausbildungsplan.

## Funktionen der Ausbildungsordnung sind
- rechtsverbindliche und didaktische Grundlage
- Grundlage der betrieblichen Ausbildungsplanung
- Sicherung bundeseinheitlicher Ausbildungsstandards und Prüfungsanforderung
- Kontrolle der betrieblichen Berufsausbildung

## Typen von Ausbildungsstrukturen
- zwei-, drei- oder dreieinhalbjährige Monoberufe
- Ausbildungsberufe mit Differenzierungen nach Fachrichtungen oder Schwerpunkten oder
- Ausbildungsberufe mit Differenzierungen nach Kern- und Wahlqualifikationen

- gestufte Ausbildung
- Stufenausbildung mit zwei oder drei Stufen.